# Pterostoma sinica-gigantina
Pterostoma sinica-gigantina är en fjärilsart som beskrevs av Draeseke 1926. Pterostoma sinica-gigantina ingår i släktet Pterostoma och familjen tandspinnare. Inga underarter finns listade.